# 就业率
就业率，根据经济合作与发展组织（OECD）的定义，就业率为用于测量可工作年龄的人口（15岁至64岁）中雇员的比率，即就业人数与人口的比率。根据国际劳工组织（ILO）的定义，当一个人在最近的一周内，如果在“可收获的”岗位上工作了一小时以上，即为被雇佣（英語：Employed）。就业率可衡量一个经济体创作工作岗位的能力，因此通常与失业率共同用于评估劳动雇佣市场的状况。